# 1 Dywizjon Czołgów (Biali)
1 Dywizjon Czołgów (ros. 1-й дивизион танков) – pancerny związek taktyczny Białych pod koniec wojny domowej w Rosji.
W maju 1920 r. w Sewastopolu na Krymie w składzie Armii Rosyjskiej gen. Piotra N. Wrangla został sformowany 1 dywizjon czołgów. Na jego czele stanął płk Boczarow. Składał się z 4 oddziałów ciężkich czołgów i plutonu lekkich czołgów:
- 1 Oddział (6 czołgów Mark V o nazwach „Gienierał Słaszczew”, „Wiernyj”, „Groznyj”, „Dierzkij”, „Russkij Bogatyr” i „Wielikaja Rossija")
- 2 Oddział (4 czołgi Mark A o nazwach „Tigr”, „Stiepniak”, „Sfinks” i „Krokodił”, później przemianowany na „Sibiriak”)
- 3 Oddział (6 czołgów Mark V o nazwach „Fieldmarszał Kutuzow”, „Genieralissimus Suworow”, „Gienierał Skobieliow”, „Fieldmarszał Potiomkin”, „Za Rus' Swiatuju” i „Za Wieru i Rodinu”)
- 4 Oddział (4 czołgi Mark A o nazwach „Gienierał Wrangiel”, „Sadko”, „Gienierał Szkuro” i „Uralec”)
- pluton lekkich czołgów (2 czołgi FT-17 „Sieryj” i „Skromnyj”)

Dywizjon został skierowany do walki, zanim jeszcze został do końca sformowany. W kwietniu 1920 r. czołgi brały udział w walkach z atakującymi oddziałami bolszewickiej 13 Armii. Do następnego starcia doszło 7 czerwca tego roku, kiedy 3 Oddział i pluton FT-17 na Półwyspie Czongarskim wspierały kontrnatarcie kawalerii Mieszanego Korpusu przeciw bolszewickiej 13 Armii. Czołgi zrobiły przejścia w umocnieniach polowych, przez które zaatakowała kawaleria. Towarzyszyły jej 2 FT-17. Po 2 lipca zostały one prawdopodobnie skierowane do remontu. Natomiast ciężkie czołgi Mark V i Mark A przez większość walk na Krymie przebywały na tyłach. W związku z ewakuacją wojsk Armii Rosyjskiej w połowie listopada wszystkie czołgi zostały pozostawione. Wiadomo, że 1 FT-17 bolszewiccy żołnierze przejęli na stacji kolejowej w Dżankoj, zaś drugi – w Sewastopolu.